# هانس يورغ
هانس يورغ (بالألمانية: Hans Jörg)‏ (4 نوفمبر 1950 - ) هو لاعب كرة قدم ألماني في مركز الهجوم. لعب مع بايرن ميونخ ونادي آوغسبورغ وFC Kempten ‏.

## وصلات خارجية
- هانس يورغ على موقع قاعدة بيانات كرة القدم.إي يو (الإنجليزية)
- هانس يورغ على موقع بيانات كرة القدم. دي إي (الألمانية)
- هانس يورغ على موقع عالم كرة القدم.نت (الإنجليزية)